# Abner Taylor
Abner Taylor (* 19. Januar 1829 in Bangor, Maine; † 13. April 1903 in Washington, D.C.) war ein US-amerikanischer Politiker. Zwischen 1889 und 1893 vertrat er den Bundesstaat Illinois im US-Repräsentantenhaus.

## Werdegang
Im Jahr 1832 zog Abner Taylor mit seinen Eltern in das Champaign County in Ohio. Über Iowa gelangte er im Jahr 1860 nach Chicago. Er arbeitete in der Baubranche und betrieb vor seiner Zeit in Chicago auch einen Laden. Während des Bürgerkrieges war er als Oberst in Tennessee bei der Verwaltung von beschlagnahmten Material der Konföderierten eingesetzt. Nach dem Krieg kehrte Taylor nach Chicago zurück, wo er ein erfolgreicher Geschäftsmann wurde. Er betrieb einige Läden und war auch in der Immobilienbranche sowie weiterhin im Baugewerbe tätig. In dieser Eigenschaft war er am Wiederaufbau der Stadt Chicago nach dem großen Feuer im Jahr 1871 beteiligt. Taylor war auch in anderen Städten der Vereinigten Staaten tätig. So baute er unter anderem das Texas State Capitol in Austin. Überdies baute er Straßen und sogar einige Eisenbahnstrecken.
Politisch war er Mitglied der Republikanischen Partei. Zwischen 1884 und 1886 saß er im Repräsentantenhaus von Illinois; im Juni 1884 war er Delegierter zur Republican National Convention in Chicago. Bei den Kongresswahlen des Jahres 1888 wurde Taylor im ersten Wahlbezirk von Illinois in das US-Repräsentantenhaus in Washington gewählt, wo er am 4. März 1889 die Nachfolge von Ransom W. Dunham antrat. Nach einer Wiederwahl konnte er bis zum 3. März 1893 zwei Legislaturperioden im Kongress absolvieren.
Im Jahr 1892 verzichtete Abner Taylor auf eine weitere Kandidatur. Nach dem Ende seiner Zeit im US-Repräsentantenhaus nahm er seine früheren Tätigkeiten wieder auf. Er starb am 13. April 1903 in der Bundeshauptstadt Washington.